# Angela Masi
Angela Masi (Bari, 10 gennaio 1987) è una politica italiana, deputata della XVIII legislatura della Repubblica Italiana con il Movimento 5 Stelle.

## Biografia
Angela Masi nasce a Bari il 10 gennaio 1987. Dopo il diploma in "Tecnico dell'impresa turistica", ottenuto nel 2005 presso l'Istituto Professionale Statale per i Servizi Commerciali e Turistici (IPSSCT) "Nino Lorusso" di Altamura, Angela Masi si iscrive al corso di laurea in economia e commercio dell'Università di Bari, nel quale otterrà la laurea magistrale nel 2012 con un punteggio di 110 su 110 e lode.
Nel corso della sua carriera universitaria, riuscirà brillantemente a coniugare gli studi con l'attività lavorativa, lavorando in particolare come receptionist, dipendente e manager aziendale di varie associazioni. In particolare, ha fatto parte di un progetto molto innovativo nella sua città Altamura (seppur di breve durata), cioè un'attività commerciale chiamata "Tuttosfuso", nel quale si vendevano sia detersivi alla spina che prodotti alimentari a chilometro zero sfusi, contribuendo notevolmente alla riduzione dei rifiuti da imballaggio.
Sia in qualità di cittadina che in di deputata, ha fatto sentire maggiormente la sua voce su tematiche quali la protezione dell'ambiente, la valorizzazione del territorio e il cosiddetto "reshoring".